# مارك فنسنت باركنسون
مارك فنسنت باركنسون هو سياسي أمريكي وحاكم ولاية كنساس الأمريكية منذ عام 2009 ينتمي إلى الحزب الديمقراطي ولد مارك فنسنت باركنسون في 24 حزيران - يونيو من سنة 1957 في ولاية كنساس الأمريكية شغل باركنسون منصب نائب حاكم ولاية كنساس الأمريكية ما بين عامي 2007 إلى عام 2009.